# Elezioni parlamentari a Malta del 1966
Le elezioni parlamentari a Malta del 1966 si tennero il 26 e 28 marzo e videro la vittoria del Partito Nazionalista.

## Risultati
| Liste                               | Voti    | %     | Seggi |
| ----------------------------------- | ------- | ----- | ----- |
| Partito Nazionalista                | 68 656  | 47,89 | 28    |
| Partito Laburista                   | 61 774  | 43,09 | 22    |
| Partito dei Lavoratori Cristiani    | 8 671   | 6,05  | –     |
| Partito Costituzionale Progressista | 2 009   | 1,40  | –     |
| Partito Nazionalista Democratico    | 1 845   | 1,29  | –     |
| Indipendenti                        | 392     | 0,27  | –     |
| Totale                              | 143 347 | 100   | 50    |